# ستيفان نيلسون (لاعب كرة قدم)
ستيفان نيلسون هو لاعب كرة قدم سويدي في مركز الوسط، ولد في ديسمبر 1952. لعب مع نادي لاندسكرونا ‏.